# Chapelle funéraire de la famille Laborde
La chapelle funéraire de la famille Laborde est un édifice catholique situé à Nevers, en France.

## Localisation
La chapelle est située dans le cimetière Jean Gautherin, rue Jean Gautherin à Nevers.

## Historique
Construite au 4e quart du XIXe siècle, cette chapelle funéraire a été construite au cimetière Jean Gautherin pour la famille Laborde.
En mauvais état, l'édifice tient seulement grâce à des planches permettant de le maintenir.
La chapelle funéraire est inscrite aux monuments historiques depuis le 30 avril 1999.

## Architecture
Son côté remarquable réside dans sa construction en laves de Volvic et en bronze, selon les plans de Massilon de Rouvet. C'est un édifice de style néo-byzantin (plan centré, dôme et quatre clochetons de flanquement). Il est couvert d'un gros dôme en bronze réalisé par le fondeur nivernais Pecard. Les vitraux ont été réalisés en 1901 par un maître verrier de Clermont-Ferrand, Adrien Baratte.

## Galerie

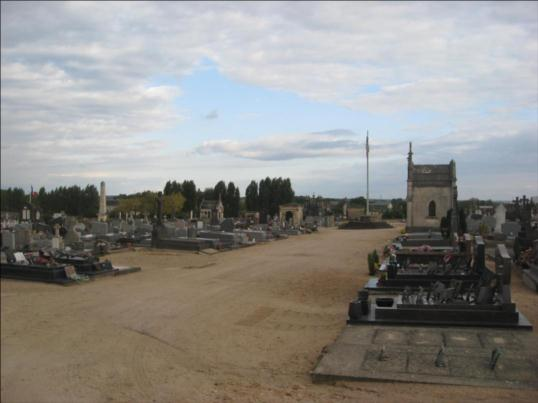
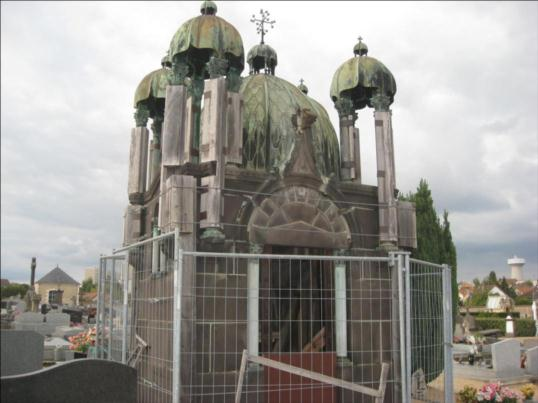
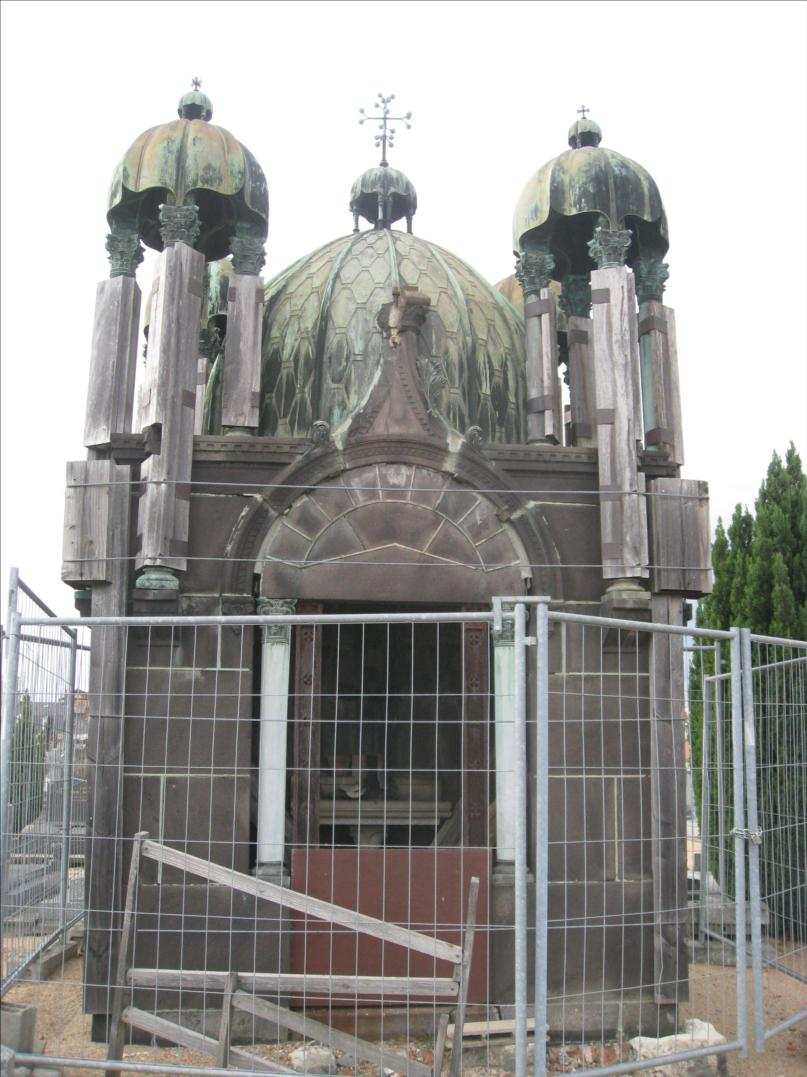
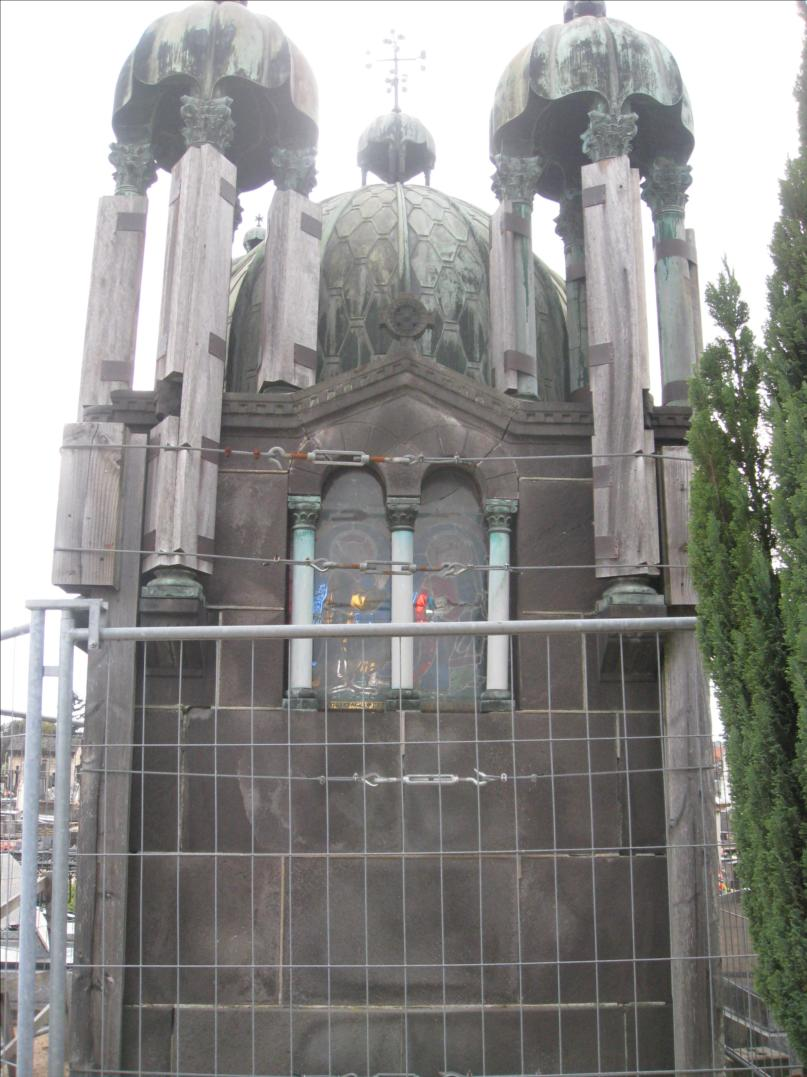
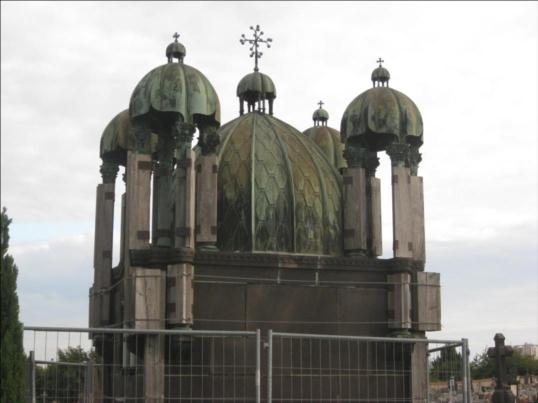
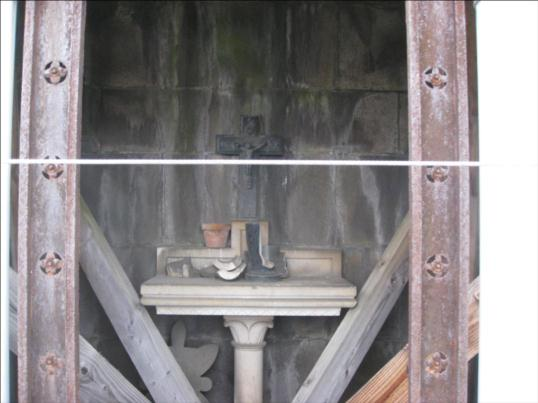
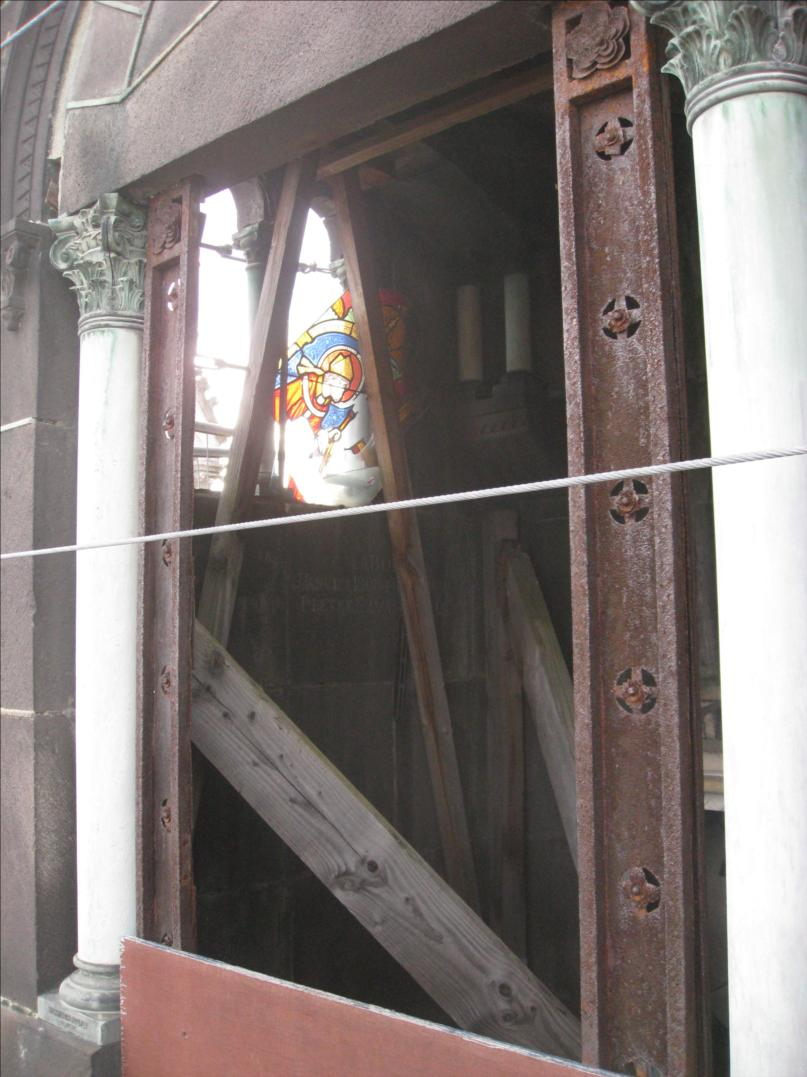
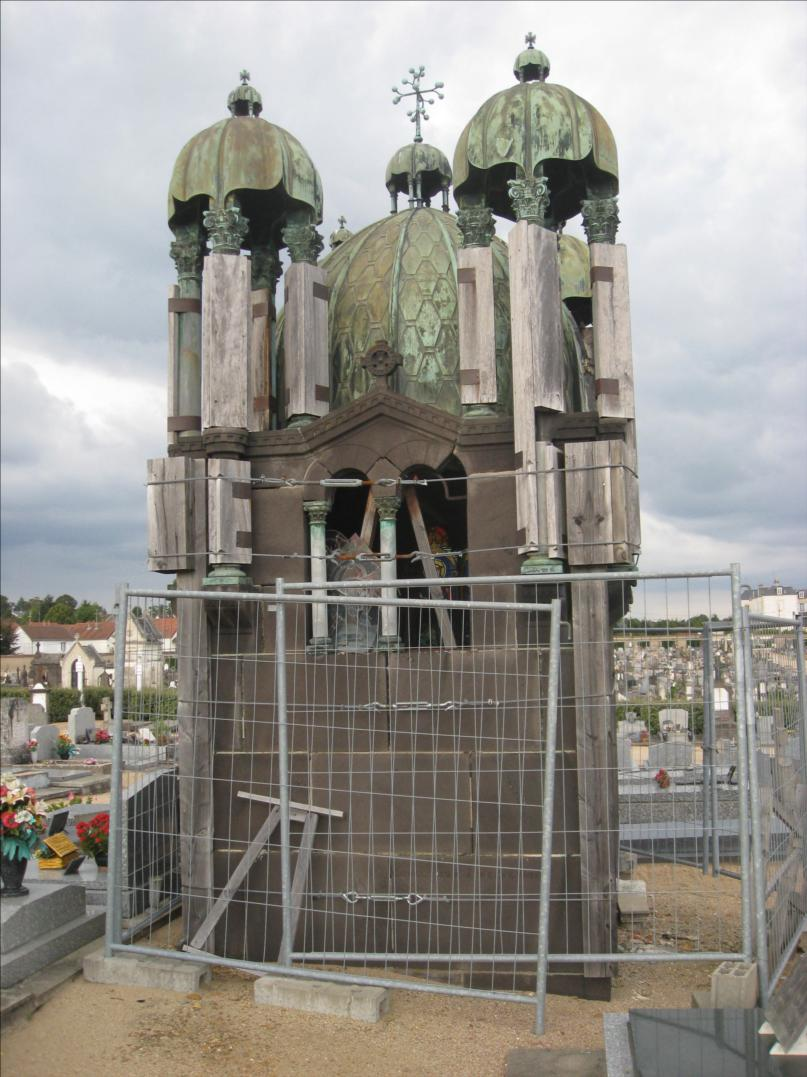